# 第四インターナショナル日本支部 (ボルシェビキ・レーニン主義派)
第四インターナショナル日本支部 (ボルシェビキ・レーニン主義派)（略称：第四インター（BL派））は日本の新左翼党派の一つ。1967年に第四インター日本支部より分裂して生まれ、同年に武装蜂起準備委員会（AIPC)となった。学生組織はプロレタリア軍団全国学生評議会（プロレタリア軍団）、高校生組織は高校生暴力革命戦線（「暴革」）。
ヘルメットの色は黒で、白い字で大きく「プロ軍」または「AIPC」（Armed Insurrection Preparation Committee、武装蜂起準備委員会の略）と書いていた。彼らは「黒ヘル」と呼ばれていた。

## 概要
武装蜂起準備委員会（AIPC)は1967年に第四インターナショナル日本支部から分裂した組織である。当初のごく短期間は第四インターナショナル日本支部・ボルシェビキ・レーニン主義派（BL派）を名乗ったこともあったが、AIPCとして党組織が確立された。
理論的な指導者は太田竜だが太田は実際活動にはほとんど従事していない。トロツキズムを基盤に「ベトナム革命勝利」「反革命日共・民青打倒」を掲げた。拠点校は法政大学や立命館大学など。法政大学では第一法学部自治会、二部教養部自治会などを拠点に法政大学全共闘の最大会派として60年代末からの法政大学学生運動を主導した。街頭闘争では赤軍派と分裂する前の中央大学、明治大学を拠点とする社学同（ブント）全学連（藤本敏夫委員長・加藤登紀子の夫）と同一行動をとることが多かったため法政大学中核派などはブントの別動隊と見る向きもあった。全国全共闘にも参加していた。太田竜は70年代初頭から朝鮮人被爆者問題やアイヌ解放運動などへ傾斜し民族主義的傾向が強まったため組織とは自然に離れていった。東大安田講堂攻防戦で多くの逮捕者を出したこともあり組織自体も弱体化し70年代初頭からは逮捕者の救対活動が主となり自然消滅の道をたどる。朴大統領夫人狙撃の文世光は「高校生暴力革命戦線」関西フラクションのリーダーであり、戦闘的であるとともに泰然自若とした性格・言動から組織内の人望は高かった。「暴革」時代の彼を知る人の中にはメディア等で伝えられている狙撃に至る経緯、死刑執行前の彼の言動が真実かどうか疑う者が多い。
なお70年代初期にBL派が太田竜の処刑命令を出したとの記述は全くの嘘である。そもそも1967年以降はBL派そのものが存在していないし太田竜の組織内での影響力（飾りにはしているが実体的には組織内での影響力は皆無であった。）からして武装蜂起準備委員会がそのような命令を出す理由そのものが無かった。